# Réserve naturelle régionale des Grads de Naves
Pour les articles homonymes, voir Naves.
La réserve naturelle régionale des Grads de Naves (RNR73 ) est une réserve naturelle régionale (RNR) de la région Auvergne-Rhône-Alpes. Créée en 1981 sous la forme d'une réserve naturelle volontaire, elle a été classée en RNR en 2012. Elle se situe en Ardèche, sur la commune des Vans et occupe une surface de 12 hectares. Elle est gérée par la Fédération Rhône-Alpes de protection de la nature (FRAPNA) et protège un plateau de calcaires durs anciennement cultivé et couvert de garrigues, paysage caractéristique de l'Ardèche méridionale.

## Localisation

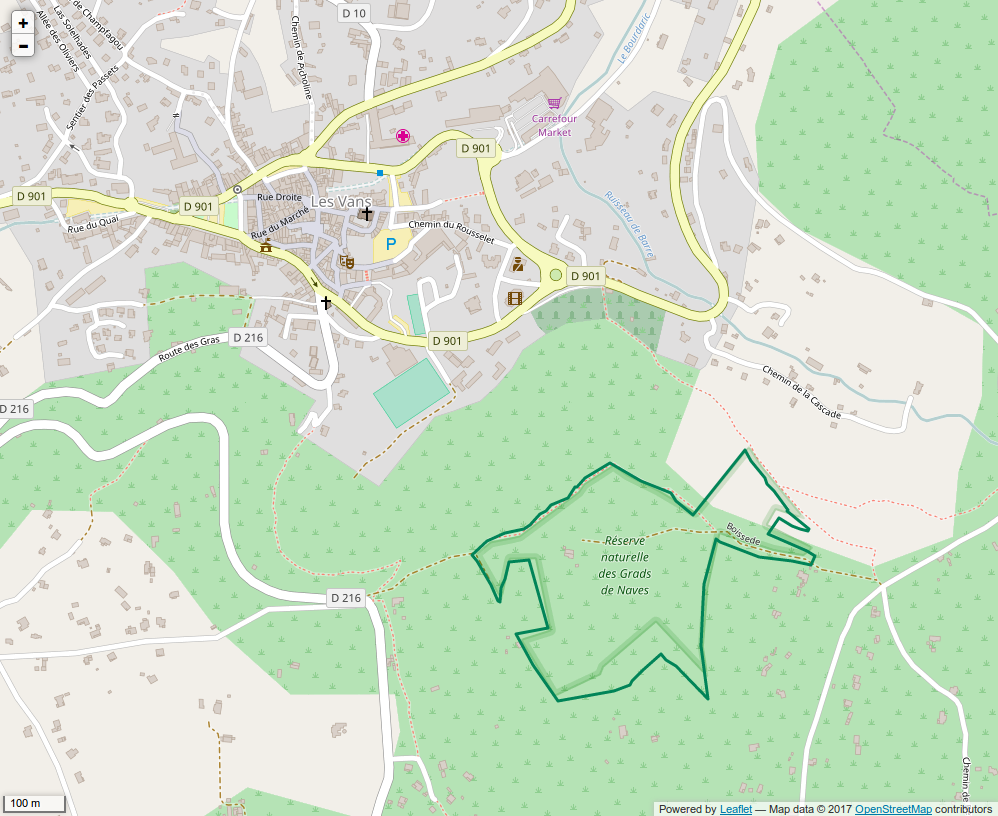
Périmètre de la réserve naturelle.

Le territoire de la réserve naturelle est dans le département de l'Ardèche, sur la commune des Vans. Il comprend une partie du  plateau calcaire des Grads qui s'étend de Naves au Bois de Païolive.

## Histoire du site et de la réserve
Une réserve naturelle volontaire a été créée le 27 janvier 1981. Le site a été classé en réserve naturelle régionale en 2012.

## Écologie (biodiversité, intérêt écopaysager…)
Le plateau des Grads a été anciennement cultivé jusque dans les années 1940. Il en subsiste de vieux murets de pierre qui entourent de nombreuses parcelles de taille réduite. Aujourd'hui, il est couvert de guarrigues et constitue un milieu typiquement méditerranéen. On y trouve des chênes blancs et verts avec un sous-bois de Viorne tin, Buis et génévriers cades.

### Flore
La flore du site compte 310 espèces végétales dont le Picris pauciflore, la Vesce de Loiseleur et la Vesce de Narbonne. On trouve également plus de 150 espèces de lichens.

### Faune
L'avifaune compte plus de 50 espèces nicheuses dont la Fauvette orphée, la Fauvette pitchou, le Loriot d'Europe ou la Huppe fasciée.
Pour les insectes, on compte plus de 70 espèces de papillons dont le Mercure, la Proserpine, la Zygène cendrée, le Damier de la succise et 29 espèces d'orthoptères dont la Magicienne dentelée.

## Intérêt touristique et pédagogique
En raison de la difficulté de progression due à la végétation, l'accès au site n'est pas autorisé au public. 
Des sentiers permettent de parcourir les milieux environnants en particulier le GR 4.

## Administration, plan de gestion, règlement
La réserve naturelle est gérée par la FRAPNA Ardèche.

### Outils et statut juridique
La RNV a été créée le 27 janvier 1981. Le classement de la RNR est intervenu le 16 mai 2012.